# 미나미카타역 (오사카부)
미나미카타역(일본어: 南方駅, みなみかたえき)은 일본 오사카부 오사카시 요도가와구에 있는 한큐 전철 교토 본선의 역이다. 역 번호는 HK-61이다.
바로 옆에는 오사카 시영 지하철 미도스지 선의 니시나카지마미나미가타역이 있어서 환승이 가능하다. 또한, 지하철 역명은 "니시나카지마미나미가타(にしなかじま みなみがた)", 한큐는 "미나미카타(みなみかた)"와의 탁음, 청음의 차이가 있다.

## 역사
- 1921년 4월 1일: 기타오사카 전기철도(현, 교토 본선) 주소 ~ 아와지 ~ 도요쓰역간 개통과 동시에 영업 개시.
- 1923년 4월 1일: 노선 양도로 인하여 신케이한 철도 역이 됨.
- 1930년 9월 15일: 회사 합병으로 게이한 전기철도 주소선의 역이 됨.
- 1943년 10월 1일: 한신 급행 전철과 게이한 전기 철도가 합병하고 게이한신 급행 전철(1973년에 한큐 전철로 명칭 변경)의 역이 됨.
- 1959년 2월 18일: 주소선이 교토 본선에 편입되면서 당역도 본 소속이 됨.
- 1982년 11월 27일: 시간표 개정으로 평일 아침 출근 시간에 준급 운전 개시(하행만), 준급 정차역이 됨(당시 준급 정차역은 2007년 이후부터 준급 정차역이 다르다).
- 2001년 3월 24일: 시간표 개정에 의한 준급이 폐지됨에 따라 보통 열차만 정차역이 됨.
- 2007년 3월 17일: 시간표 개정에 의한 준급 정차역이 되고 이에 맞추어 상행선 승강장에 LED식 출발 안내 표시기 신설.
- 2010년 3월 14일: 시간표 개정으로 신설된 쾌속 정차역이 됨.

## 역 구조
상대식 승강장 2면 2선의 지상역이다. 분기기, 절대 신호가 없어 정류장으로 분류된다. 개집표기는 상하행선별로 각 승강장에 대해서 서쪽 끝과 중앙 부근에 2개소가 마련되어 있다. 개찰 내에서 두 플랫폼을 연결하는 통로는 없다.
매점(Lagare SHOP)은 두 승강장에 설치되어 있다. 개통 당초부터 오랫동안 화장실은 1번 승강장에만 존재하였기 때문에 2번 승강장에서 승객이 화장실을 이용할 때는 역무원의 허가를 받아 일단 개집표기를 나오고 1번 승강장으로 갈 필요가 있어 불편했었지만 2009년 10월 이후 2번 승강장에도 화장실이 설치되었다.
두 플랫폼 면 중앙 부근의 개집표기는 평일 출근 시간대에 사용되는 임시 버스(출구 전용)였는데, 배리어 프리 대응으로 인하여 2008년에 엘리베이터가 설치된 상설의 개집표기로 개량되었다.
비교적 좁은 역이지만, 신오사카역 부근의 개발이 진행되어 오피스 거리가 구성된 1970년대 이후, 역의 중요도는 갈수록 높아지고 있다. 2007년의 시간표 개정으로 준급이 정차하게 되었는데 이것은 하루를 운전하는 기간적인 우등 열차로서는 처음 정차하는 것이다.

### 승강장
| 번호 | 노선        | 방향 | 행선                                                                |
| ---- | ----------- | ---- | ------------------------------------------------------------------- |
| 1    | ■ 교토 본선 | 상행 | 교토카와라마치・가라스마・가쓰라・기타센리・아와지・아라시야마 방면 |
| 2    | ■ 교토 본선 | 하행 | 오사카우메다・주소・고베산노미야・다카라즈카 방면                   |

※ 오랫동안 승강장 번호가 설정되지 않았지만 2007년 3월 17일의 시간표 개정에 따라서 정해졌다.

## 역 주변
역 근처에 오사카 시영 지하철 미도스지선의 니시나카지마미나미가타역이 있고 약 700m쯤 북쪽으로 JR 신오사카역이 입지하고 있어 도보 연결도 가능하다. 당역 주변은 신오사카 역에서 연탄하는 시가지로, 오피스 빌딩, 호텔, 아파트 오피스 거리나 술집, 유흥 업소 등의 환락가로 어수선하다.
- 닛신식품 오사카 본사
- 키엔스 신오사카 빌딩
- 구몬 교육회관
- 오하라 부기 전문학교
- 오사카 의료 비서 복지 전문학교
- 히가시요도가와 세무서
- 니시나카지마미나미가타 역전 우체국
- 요도가와 니시나카지마 우체국
- 요도가와 기카와히가시 우체국
- 리소나 은행 신오사카 역전 지점
- 미쓰비시도쿄UFJ은행 신오사카 역전 지점
- 호텔 인 솔트
- 호텔 파크스 신오사카 신오사카
- 신오사카 써니스톤 호텔
- 호텔 City Villa R
- 요도가와도리
- 국도 제423호선 (신미도스지)
- 요도 강 하천 공원
- 오사카시 수도국 수도 기념관

## 승차권 환급의 특례
소젠지역 이동의 한큐선 각 역에서 발매되는 오사카 시영 지하철로의 환승표는 덴로쿠(덴진바시스지 6초메역) 경유를 이용하는 방법으로 정해졌으며, 오사카우메다역과 미나미카타역 환승은 불가능함이 각 역에 명시됐었지만 잘못 탄 승객들을 대응하기 위한 특례로서 덴로쿠 경유의 지하철 환승표를 미나미카타역 2번 선의 자동 정산기에 투입하면 수수 액수로부터 한큐 선내의 운임을 뺀 잔액이 환급된다. 이때 발권되는 출전권은, "환불액"이 명기된다.
이 경우에는 당연하지만 인접하는 오사카 시영 지하철 니시나카지마미나미가타역에서 목적지까지 승차 요금보다 전술의 환급액이 헐값이라 할지라도, 그 차액은 추가 부담이 된다.
또한, 이 특례는 공식에 알려지지는 않았지만 과거에 정산기 부근에서 그 사실이 기재되어 있었다.

## 사진

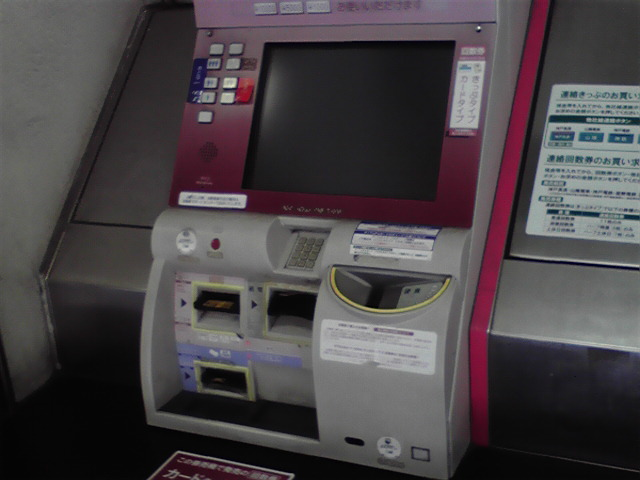
표 발매기
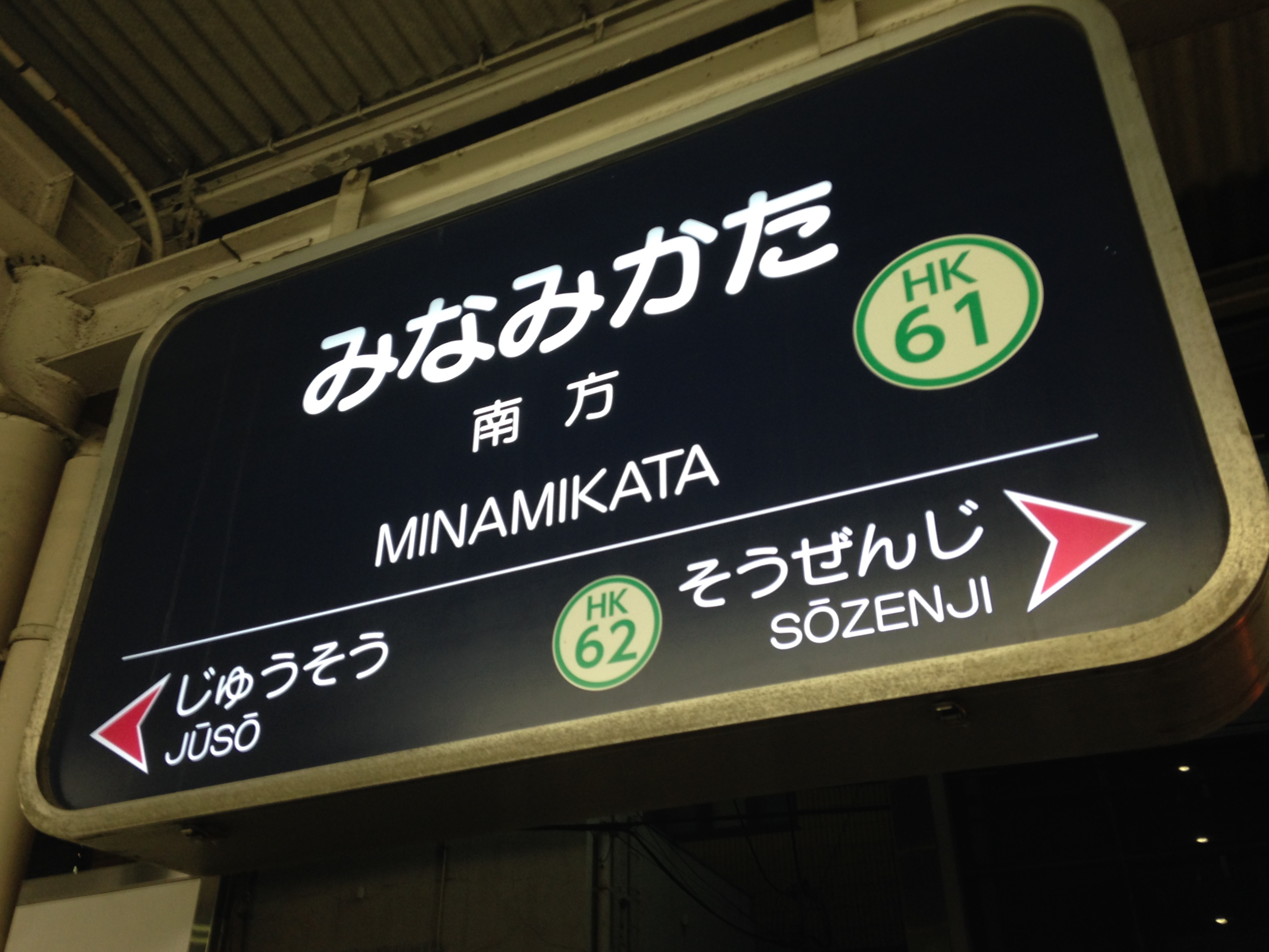
역명판

## 인접역
| 한큐 전철 ■ 교토 본선        | 한큐 전철 ■ 교토 본선 | 한큐 전철 ■ 교토 본선                      |
| ---------------------------- | --------------------- | ------------------------------------------ |
| HK-03 주소 오사카우메다 방면 | ■ 쾌속 ■ 준급         | 아와지 HK-63 교토카와라마치 방면           |
| HK-03 주소 오사카우메다 방면 | ■ 보통                | 소젠지 HK-62 기타센리・교토카와라마치 방면 |